# Onychohydrus scutellaris
Onychohydrus scutellaris är en skalbaggsart som först beskrevs av Ernst Friedrich Germar 1848.  Onychohydrus scutellaris ingår i släktet Onychohydrus och familjen dykare. Inga underarter finns listade i Catalogue of Life.